# رينيه بيتي
رينيه بيتي (بالفرنسية: René Petit)‏ (8 أكتوبر 1899 فرنسا - 14 أكتوبر 1989 فوينتيرابيا إسبانيا) هو لاعب كرة قدم فرنسي سابق كان يلعب كلاعب وسط، شارك في الألعاب الأولمبية الصيفية 1920.

## روابط خارجية
- رينيه بيتي على موقع قاعدة بيانات كرة القدم.إي يو (الإنجليزية)
- رينيه بيتي على موقع ناشيونال فوتبول تيمز (الإنجليزية)
- رينيه بيتي على موقع عالم كرة القدم.نت (الإنجليزية)
- رينيه بيتي على موقع أوليمبيديا (الإنجليزية)